# Állatkert metróállomás
Az Állatkert metróállomás az M1-es metróvonal (akkor: Millenniumi Földalatti Vasút) egyik állomása volt a Hősök tere és a Széchenyi fürdő között 1896-tól 1973-ig. Az állomást a vonal felszíni szakaszának felszámolása miatt szüntették meg.

## Elhelyezkedése

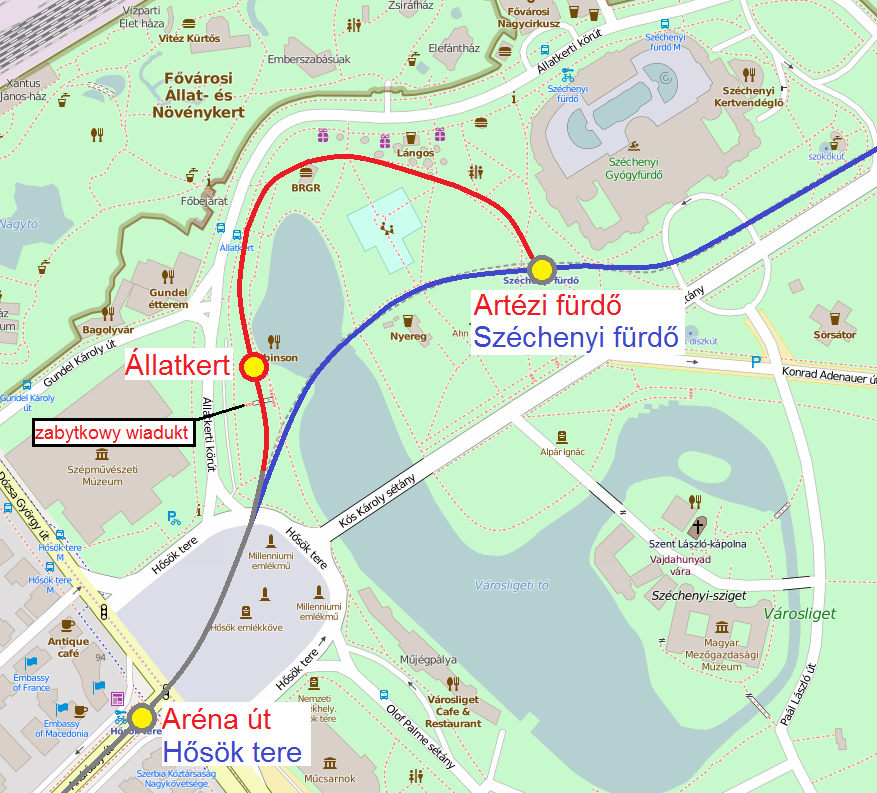
Az állatkert állomás helye és a földalatti régi nyomvonala

A vonal a Városliget Hősök tere és Szépművészeti Múzeum melletti zöldövezetében, az Állatkerti körút sétányai mellett lépett ki a felszínre, majd az Állatkerti körút vonalát követve haladt tovább a Széchenyi fürdő irányába, és nem sokkal ez után következett a megálló. Az alagút kijáratától nem sokkal egy alacsony gyalogoshíd épült átjárás céljából, amely alatt a hajdani földalatti áthaladt, miután a pályát biztonsági okokból korláttal kerítették el. Ez a Wünsch híd, Magyarország első vasbeton hídja: Brüggerman György tervezte és Wünsch Róbert szabadalmaztatott eljárása szerint épült fel. A híd íveinek támköze 10,6 méter, szélessége 2,6 méter, a közlekedésre felhasználható szélessége 2 méter. Ez a híd technikatörténeti emlék volta miatt a mai napig is áll, de a jelenlegi talajszinthez képest vagy egy méterrel lejjebb helyezkedtek el az egykori vágányok alatta. A fővonalról ezután egy mellékvonal is leágazott a mai Gundel Károly út felé, mely iparvágányokkal a mai MÁV Kórház területéhez kapcsolódott, mivel az akkori kocsiszín is itt volt. A fővonal ezután ért az Állatkert állomáshoz, ami nagyjából az Állatkert főbejáratával szemben helyezkedett el. A két peront itt is egy gyalogoshíd kötötte össze. A vonalon egészen az 1973-as bezárásáig is még bal oldali közlekedés volt érvényben. Mára a vasbeton gyalogoshidat leszámítva minden infrastruktúra eltűnt, amelyek a Millenniumi Földalatti Vasút felszíni szakaszára emlékeztetnének, az egykori vonal és megálló helyén napjainkban sétautak és elárusító pavilonok találhatóak.

## Galéria

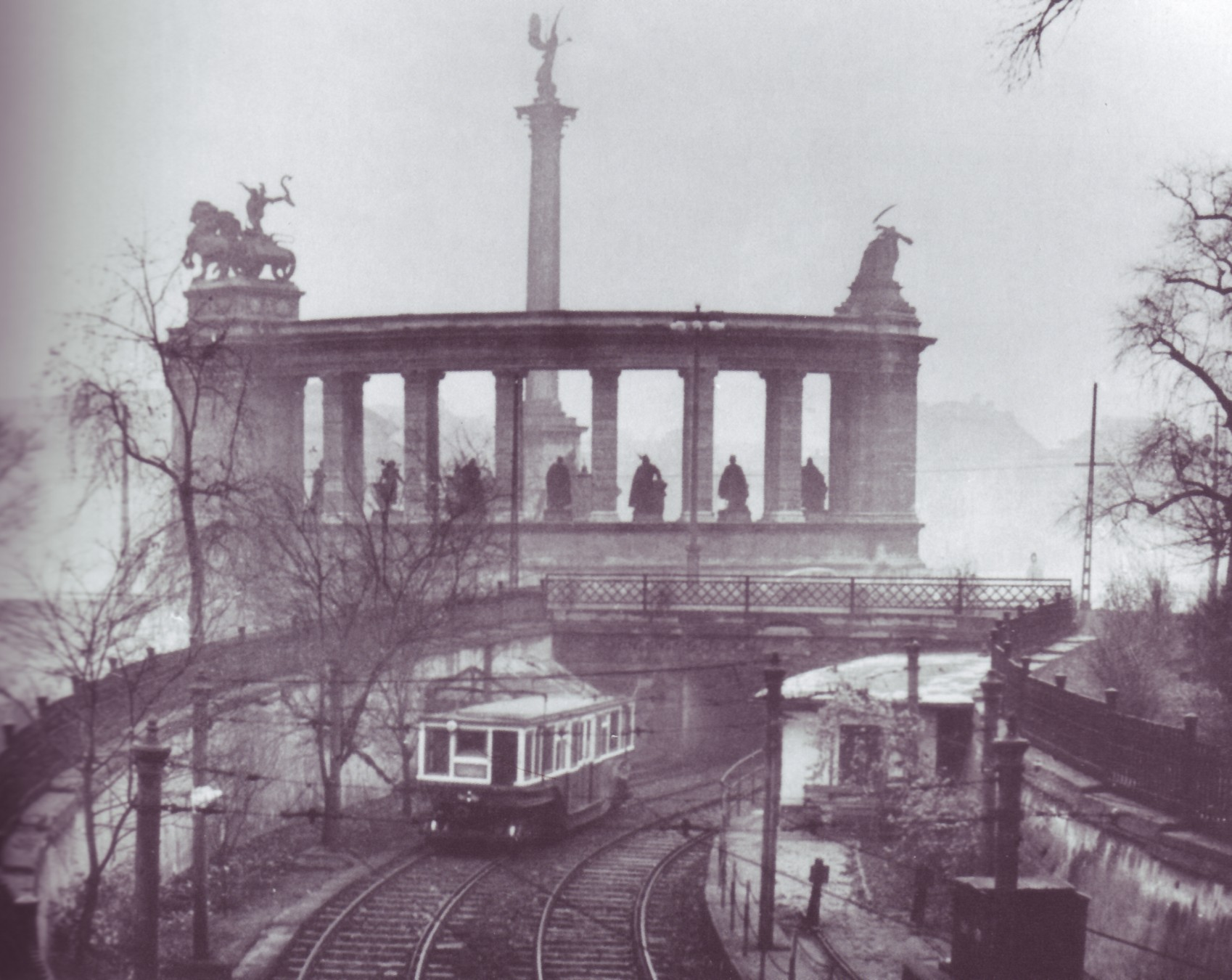
A Millenniumi Földalatti vasút felszíni szakasza a Hősök terénél
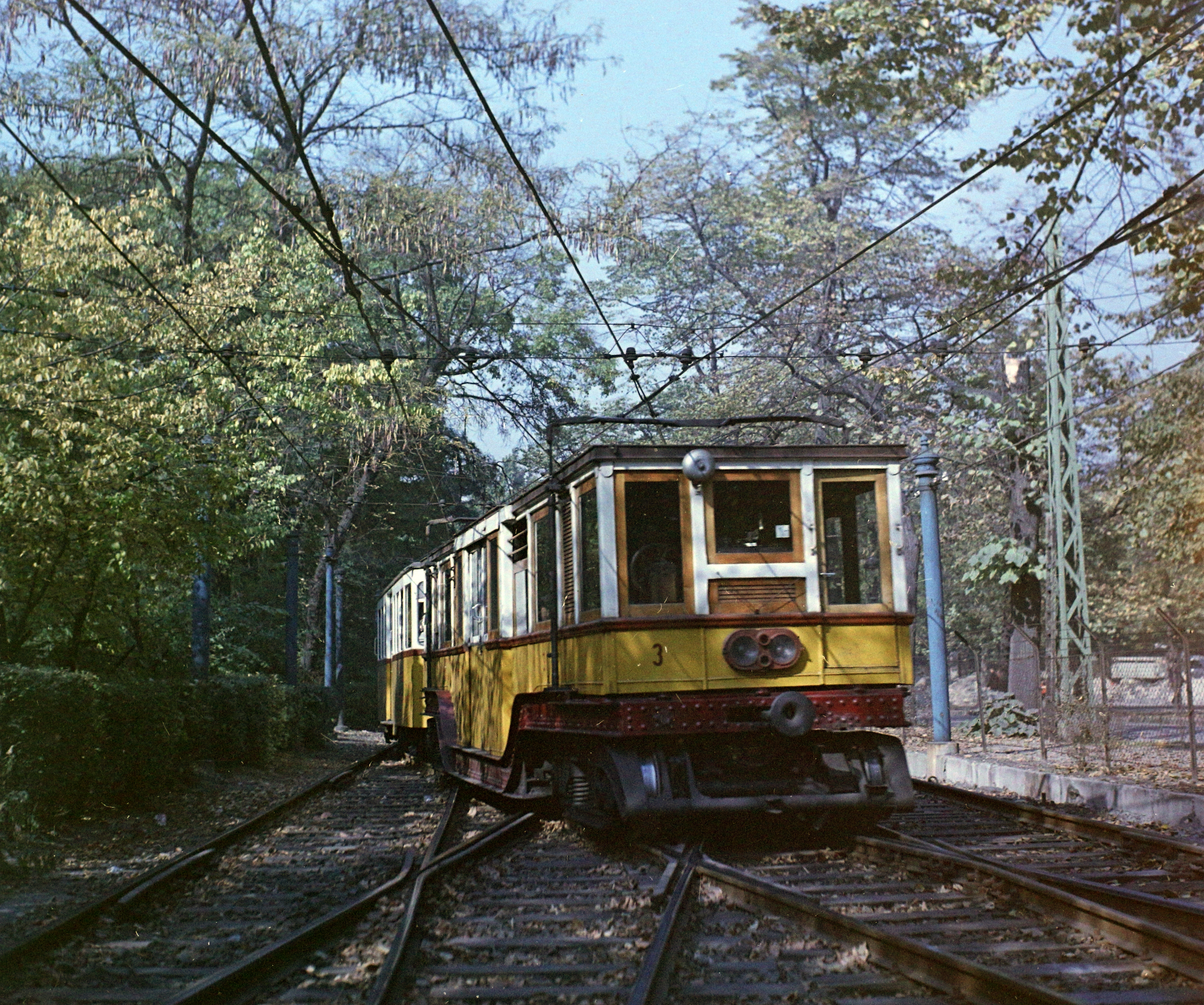
Az állomás környéki felszínen a kisföldalatti
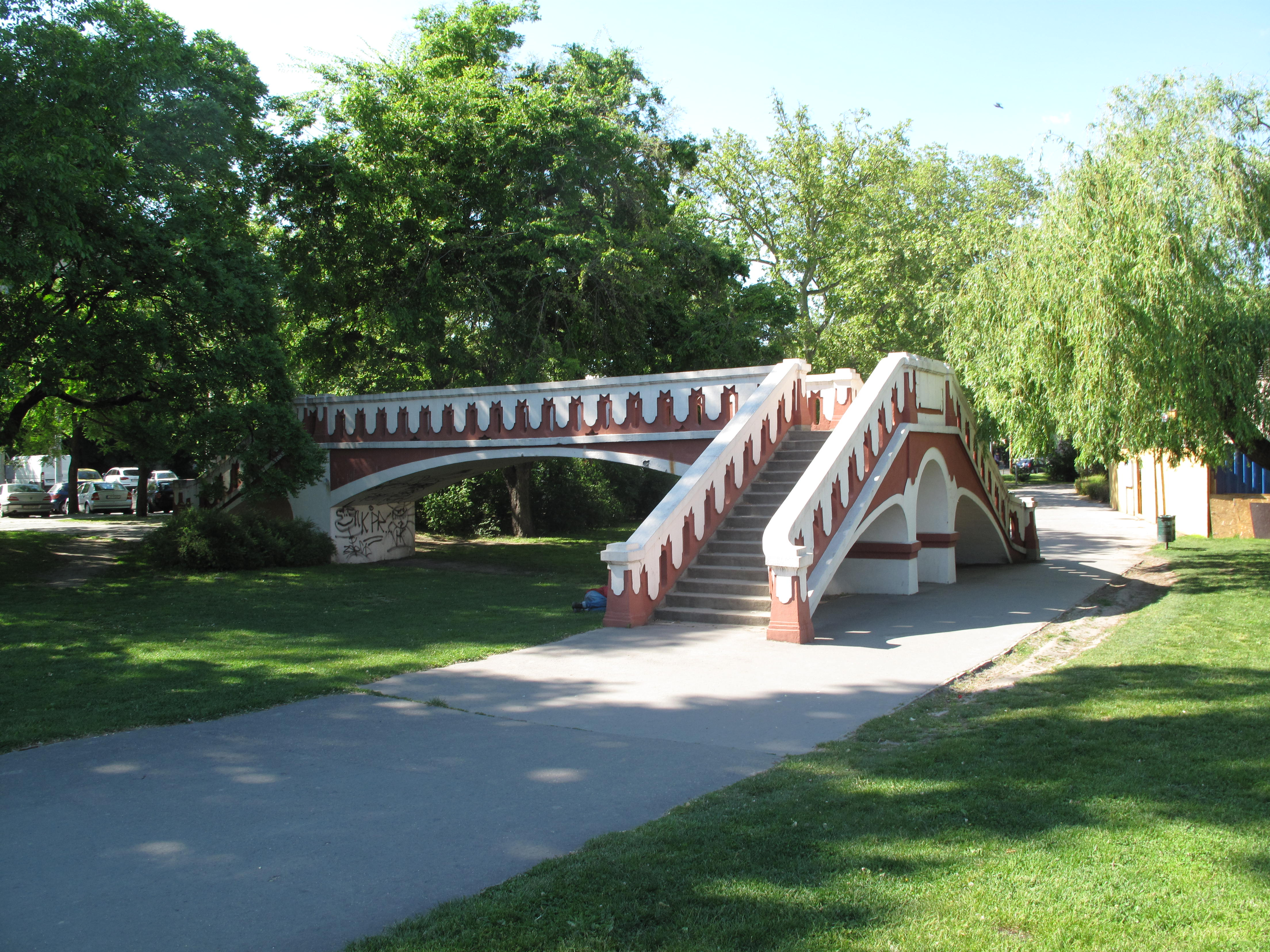
A Wünsch híd, mely alatt áthaladt a kisföldalatti